# オトキタラジオ
オトキタラジオ（オトキタRadio）は、HBCラジオで放送しているインディーズ音楽情報番組。オトキタの一社提供番組。

## 概要
- 2010年3月30日までエフエム北海道（AIR-G'）で放送していた番組『MIDNIGHT RADIO PARK オトキタ』の後継番組であり、北海道を拠点にインディーズ活動するアーティストの音楽情報番組。

## 番組概要
- 北海道発の音楽番組として、司会の石川がゲストの北海道出身の音楽アーティストを呼び、トーク。定期開催として石川が進行を務めるライブイベント「オトキタライブ」の告知がある。

## 放送時間
現在
- 月曜日 4:30 - 5:00（日曜日深夜 28:30-29:00）※2015年10月 -

過去
- 日曜日 25:30 - 26:00（2010年4月4日 - 2015年9月）

## 出演者
パーソナリティ
- 石川千鶴子（オトキタを参照）

ゲスト
- アーティスト1組